# Bitwa graniczna (1939)

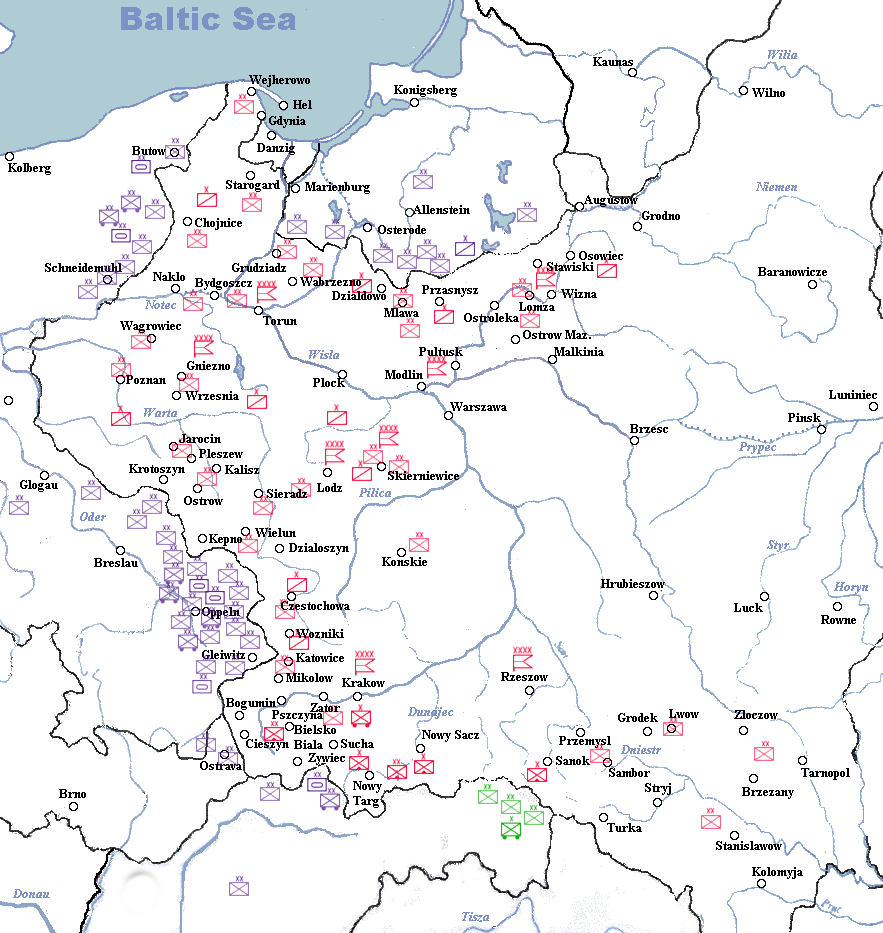
Ustawienie polskich dywizji w momencie wybuchu wojny

Bitwa graniczna – pierwsza faza kampanii wrześniowej, stoczona w dniach 1-3 września 1939 r. Polska doktryna obronna zakładała w pierwszej kolejności obronę granic kraju na całej jej długości w razie ataku ze strony Niemiec.

## Analiza
Z taktycznego punktu widzenia obrona Polski miała większe szanse powodzenia, gdyby linię obrony ustanowiono na linii Wisły. Obrona na granicy była wyborem politycznym, ponieważ chodziło o to, aby pokazać państwom zachodnim, że Polska nie poddaje się biernie niemieckiemu atakowi, co miało spowodować pomoc dla walczącej Polski.
Na skutek porażek w pierwszych dniach września, polskie oddziały wycofały się na dalsze pozycje obronne w głąb kraju.

## Przebieg
Bitwa graniczna obejmowała następujące starcia:
- Obrona Poczty Polskiej w Gdańsku
- Obrona Chojnic
- Bitwa pod Krojantami
- Bitwa w Lasach Królewskich
- Bitwa pod Mokrą
- Ostrzał Bytomia
- Obrona Katowic
- Bitwa pszczyńska
  - Bój o Bożą Górę
  - Bój o Żory
- Obrona Grudziądza
- Bitwa pod Mławą
- Bitwa pod Jordanowem
- Bitwa pod Węgierską Górką